# فرودگاه چیسانا
فرودگاه چیسانا (به انگلیسی: Chisana Airport) یک فرودگاه همگانی بهره‌برداری هوایی با کد یاتا CZN است که یک باند فرود چمن و شن دارد و طول باند آن ۹۱۴ متر است. این فرودگاه در کشور ایالات متحده آمریکا قرار دارد و در ارتفاع ۱۰۱۱ متری از سطح دریا واقع شده‌است.